# Stenischia chini
Stenischia chini är en loppart som beskrevs av Xie Baoqi et Lia Jiabing 1989. Stenischia chini ingår i släktet Stenischia och familjen mullvadsloppor. Inga underarter finns listade i Catalogue of Life.